# Los Chegües
Los Chegües är en ort i Mexiko.   Den ligger i kommunen Azoyú och delstaten Guerrero, i den sydöstra delen av landet, 300 km söder om huvudstaden Mexico City. Los Chegües ligger 20 meter över havet och antalet invånare är 162.
Terrängen runt Los Chegües är platt söderut, men norrut är den kuperad. Runt Los Chegües är det glesbefolkat, med 8 invånare per kvadratkilometer. Närmaste större samhälle är Ometepec, 17,2 km nordost om Los Chegües. Omgivningarna runt Los Chegües är en mosaik av jordbruksmark och naturlig växtlighet.